# Митридат II (царь Иберии)
Митридат II (груз. მითრიდატე II) — царь Иберии, правивший примерно в 60—86 годах и принадлежавший династии Фарнавазидов. Один из младших сыновей царя Фарсмана I.
Продолжал политику отца по отношению к Римской империи и Армении. В 70-х годах совместно с наёмными аланами устроил крупный военный поход в Армению. На двух найденных надписях в Мцхете, древней столице Иберии, он назван великим победоносцем, другом императора Веспасиана (69—79 года) и его сыновей Тита и Домициана. В поздних грузинских летописях он не упоминается.